# Mandzsúria

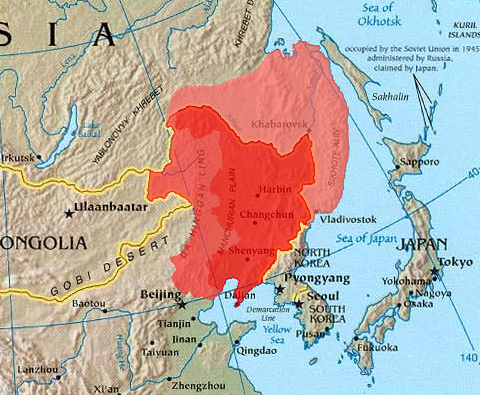
Mandzsúria kiterjedése háromféle meghatározás szerint

Mandzsúria (mandzsu: , hagyományos kínai: 滿洲, egyszerűsített kínai: 满洲, pinjin: Mǎnzhōu) egy nagy kiterjedésű, saját történelemmel rendelkező földrajzi régió Északkelet-Ázsiában. A területének meghatározása szerint vagy teljesen Kína részét képezi vagy egyes részei átnyúlnak Oroszországba is. A kínaiak főleg Tungpej (Dongbei) néven ismerik, amely északkeletet jelent, de használják rá a Tungpej szanseng (Dongbei sansheng) kifejezést is, amely északkeleti három tartományt jelent. Ez utóbbi Mandzsúria egyik definíciója is, amely szerint a terület három kínai tartományból, Liaoningból, Csilin (Jilin)ből és Hejlungcsiang (Heilongjiang)ból áll. Egy másik definíció szerint Belső-Mongólia Autonóm Terület északkeleti része, és Hopej (Hebei) Zsöho (Rehe) régiója is hozzá tartozik, míg egy harmadik meghatározás szerint a részének kell tekinteni Külső-Mandzsúriát, amely a Tengermelléki határterületet, a Zsidó Autonóm Területet és az Amuri területet jelenti. A mai kínai földrajzi felosztás szerint területe nagyrészt az Északkelet-kínai-alfölddel esik egybe.
A legkisebb meghatározás szerint területe több mint 800 000 km², és mintegy 100 millió ember lakja, akiknek legnagyobb része han kínai. Rajtuk kívül koreaiak, dzsürcsik, kitajok és mandzsuk lakták, utóbbiakról kapta a ma Európában használatos nevét. Ezekbe az egymást követő népcsoportokba a legyőzött rendszerint beolvadt, így a mandzsuk nagy része mára elkínaiasodott, habár a mandzsuellenesség csökkenésével egyre többen merik bevallani származásukat.
A területet kezdetben a koreai Kogurjo uralta, később a kitajok vették át irányítását, akiket azután dzsürcsik győztek le. 1664-ben mandzsuk rohanták le Kínát, létrehozva a Csing (Qing)-dinasztiát, amely azután két és fél évszázadig uralkodott Kína felett. A jóval kisebb mandzsu népesség megtiltotta a hanok számára, hogy Mandzsúriába költözzenek, ám ezt csupán a 19. századig sikerült megakadályozni. A területre azután az Orosz Birodalom is szemet vetett, és nagyszabású építkezésekbe kezdett. Őket a Japán Birodalom győzte le, és vette birtokba a területet. Teljes elfoglalására 1931-ben került sor, ami után létrejött Mandzsukuo bábállama, amelybe a japánok sok pénzt fektettek. Jelentős nehézipart és modern infrastruktúrát létrehozva, a legfejlettebb területté tették azt Kínában. A Szovjetunió 1945-ben vetett véget a japán uralomnak, ezután a terület visszakerült Kínához, és a kínai polgárháború után a Kínai Népköztársaság része lett.

## Történelem

### A pekingi szerződés előtt
Mandzsúria számos nomád nép otthona volt a történelem folyamán, köztük a mandzsuké, ulchoké és nanaioké.  Különböző etnikai csoportok és államaik, köztük a donguk, a kitajok és a dzsürcsik kerültek hatalomra a területen. Időnként különféle kínai államok is, mint a Han-dinasztia, a Cao Vej (Cao Wei)-dinasztia, a Csin (Jin)-dinasztia és a Tang-dinasztia, valamint számos kisebb állam is megszerezte a terület egy részét magának. Több koreai állam, mint Kodzsoszon, Pujo, Palhe és Kogurjo is sikeresen terjesztette ki fennhatóságát Mandzsúria déli részére. A Szung-dinasztia korában a kitajok létrehozták saját államukat, a Liao Birodalmat, amely Észak-Kína egy részét is elfoglalta.
A 12. század elején a kitajok hűbéresei, a dzsürcsik megdöntötték a Liao Birodalmat, és létrehozták saját államukat, a Csin (Jin)-dinasztiát, amely Észak-Kína és Mongólia egy részét is uralma alá vonta. A Jüan (Yuan)-dinasztia korában Mandzsúriát kettéosztották, Liaojang (Liaoyang) és Csentung (Zhendong) területekre. 1375-ben az Északi Jüan-dinasztia egyik hivatalnoka elfoglalta Liaotung (Liaodong)ot, 1387-ben azonban megadta magát a Ming-dinasztiának. Az északi határterületek védelme érdekében a Mingek úgy döntöttek, hogy „kibékítik” a dzsürcsiket, így uralmukat Jung-lö (Yongle) császár (1402–1424) idejére sikerült megszilárdítaniuk. Az 1580-as években a dzsürcsik egyik vezetője, Nurhacsi elkezdte a törzsek egyesítését, és lassan egész Mandzsúria az irányítása alá került.
1644-ben a Ming-dinasztia fővárosát, Pekinget fellázadt parasztok foglalták el, és az akkor már mandzsuknak nevezett dzsürcsik egy Ming tábornokkal, Vu Sangui (Wu Sangui)val összeszövetkezve megszállták előbb a fővárost, majd egész Kínát, megdöntve a rövid ideig létező Sun (Shun)-dinasztiát és létrehozva a mandzsu Csing (Qing)-dinasztiát. 1858-ban azonban a gyengülő dinasztia nem tudta megakadályozni az Orosz Birodalom benyomulását a területre, így az aiguni szerződésben kénytelen volt lemondani az Amurtól északra fekvő területekről. Az 1860-as pekingi szerződésben az oroszok újabb területeket szerezte meg az Usszuri-folyótól keletre, amely a mai Tengermellék területe. Ezzel létrejött az orosz Külső-Mandzsúria és a Kínánál maradt terület lett Belső-Mandzsúria. Kína pedig elvesztette a Japán-tengerhez való kijáratát.

### Mandzsúria 1860 után

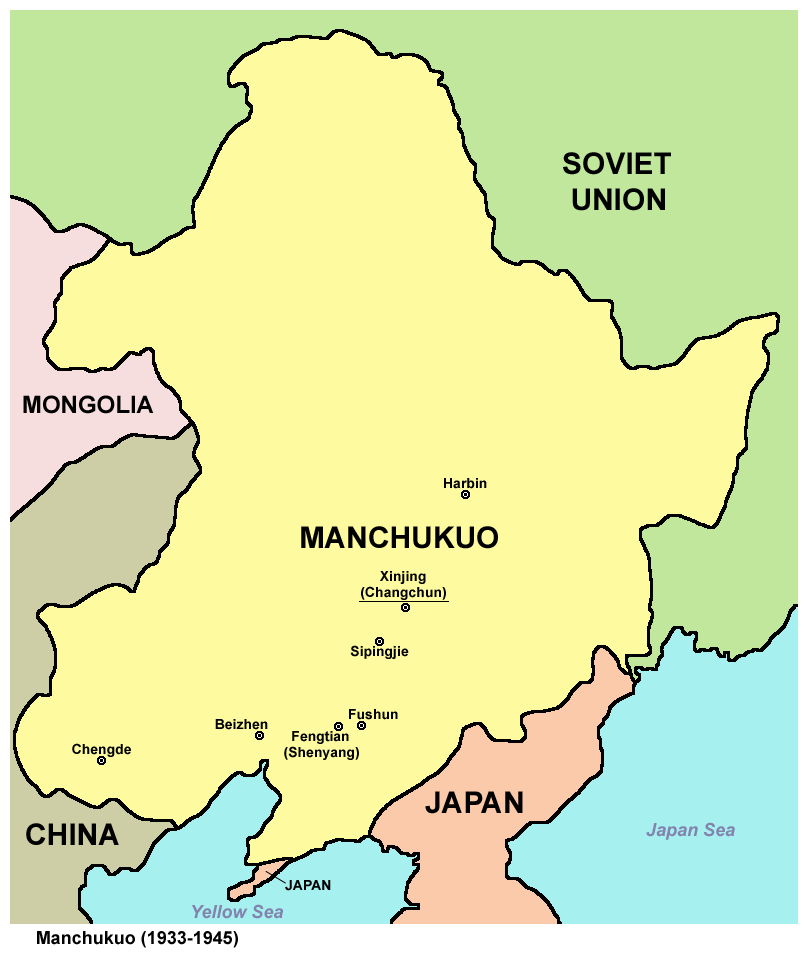
Mandzsukuo térképe

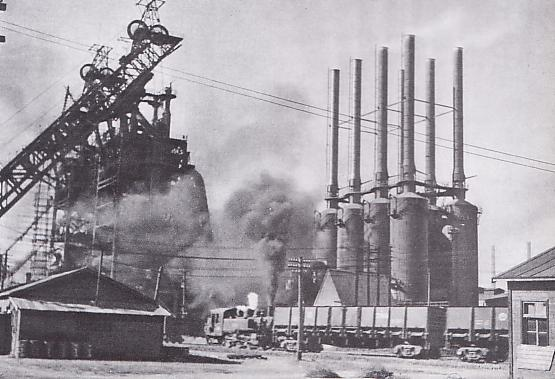
A mandzsúriai Sóva Acélművek, 1940-es évek

Az orosz befolyás Belső-Mandzsúriában is egyre jobban erősödött a Harbinon keresztül Vlagyivosztokba vezető kelet-kínai vasútvonal megépítésével. Ezzel együtt egyre több han kínai költözött a területre, többségük Santung (Shandong)ból. Az 1895-ös első kínai–japán háború eredményeképp Mandzsúria déli része japán befolyás alá került, ám utóbb a nagyhatalmak közbeavatkozására Japán kénytelen volt erről lemondani, és helyettük az Orosz Birodalom befolyása alá került terület. A részben emiatt kirobbanó 1904–1905-ös orosz–japán háborúban a japánok győzedelmeskedtek, több fontos ütközetben is – mint például a mukdeni csata – megverve az oroszokat. A kelet-kínai vasút déli része japán felügyelet alá került dél-mandzsúriai vasútvonal néven. A japánok az 1917-es októberi orosz forradalom után az antant kérésére csapatokat küldtek Külső-Mandzsúriába, ám 1925-re a terület szovjet fennhatóság alá került.
Mandzsúria birtoklása gazdasági szempontból volt nélkülözhetetlen a Japán Birodalom számára, hiszen nyersanyagokban gazdag terület volt, jó minőségű, szója és árpa termesztésére alkalmas termőfölddel. A japánok igen sok pénzt költöttek Mandzsúria fejlesztésére, jó infrastruktúrát és erős gazdaságot kiépítve, így ez a terület vált a kínai nehézipar központjává. Japán számára fontos volt befolyásuk megtartása Mandzsúriában, így 1928-ban meggyilkolták annak túlságosan is önálló hadurát, Csang Co-lin (Zhang Zuolin)t, majd 1931-ben a mukdeni incidenst követően a Kvantung-hadsereg megszállta azt. 1932-ben létrehozták itt saját bábállamukat, Mandzsukuót, amelynek élére az utolsó kínai császárt, Pu Ji (Pu-Yi)t állították. Az 1940-es évekre Mandzsúria lett Kína legfejlettebb területe: a nehézipari termékek 60%-át állították elő, a bányászat 80%-át folytatták itt. Korszerű nehézipar jött létre, a vasútvonalak összes hossza meghaladta a 14 ezer kilométert, ami Kína összes vasútvonalának kétharmada volt. Ebben az időben több állami szinten telepítettek az országba több százezer japán nemzetiségűt, akik között erőszakkal elvett kínai földbirtokokat osztottak szét (lásd: Mandzsúriai japán telepesek).
A hirosimai atombomba ledobása után két nappal, 1945. augusztus 8-án a Szovjetunió hadat üzent Japánnak, és másnap támadást indított a mandzsúriai japán erők ellen, majd pár nap alatt a terület nagy részét elfoglalta. Ezután ennek bizonyos részei a kommunistákhoz, míg mások a nacionalistákhoz kerültek, így a nem sokkal később kitörő kínai polgárháború erre a vidékre is kiterjedt. A nacionalista erők 1948-ban vereséget szenvedtek itt, majd egy évvel később az egész kontinentális Kínában is, így Mandzsúria a győztes Kínai Népköztársaság része lett. A kivonuló szovjet erők leszerelték az itteni ipar mintegy felét, és magukkal vitték a Szovjetunióba, ám a kommunista győzelem után a Szovjetunió sokat segített a korábbi ipar helyreállításában, így az 1950-es években ismét Mandzsúria lett a kínai nehézipar központja. A terület ipari jelentősége folyamatosan csökkent, az 1990-es években már csak az ipari termelés 3%-a folyt itt, ám a kínai kőolaj 50%-át, a szénnek 12%-át, acéljának 16%-át, fáinak, gépkocsijainak és műanyagának közel 25%-át még mindig ez a terület adta.

## Lásd még
- 731-es alakulat

## Fordítás
- Ez a szócikk részben vagy egészben  a   Manchuria című angol Wikipédia-szócikk ezen változatának fordításán alapul.  Az eredeti cikk szerkesztőit annak laptörténete sorolja fel. Ez a jelzés csupán a megfogalmazás eredetét és a szerzői jogokat jelzi, nem szolgál a cikkben szereplő információk forrásmegjelöléseként.